# Hrvatinić
Hrvatinići, velikaški rod u srednjovjekovnoj Bosni koji je imao posjede na području Donjih krajeva, prvotno od Vrbanje i Vrbasa na istoku do Sane na zapadu. Donji krajevi prvi se put spominju 1244. s Usorom i Soli kao sastavni dio Banovine Bosne. Snažno su utjecali na razvoj političkih prilika u bosanskoj državi i susjednim hrvatskim krajevima u 14. i na početku 15. stoljeća.

## Obiteljska povijest

### Podrijetlo obitelji i uspon
Prvi poznati predak obitelji bio je plemić Stjepan († prije 1301.) prema kojem su njegovi potomci prozvani Stjepanićima. Bili su rođaci i srodnici hrvatske velikaške obitelji Šubića Bribirskih. Rodonačelnikom obitelji Hrvatinića smatra se knez Hrvatin Stjepanić Ključki († prije 1315.), koji je priznavao vlast hrvatskog bana Pavla I. Šubića. Imali su posjede na području Donjih krajeva, prvotno od Vrbanje i Vrbasa na istoku do Sane na zapadu. Donji krajevi se spominju prvi put 1244. godine kao dio Banovine Bosne. Širenje obiteljskih posjeda počelo je sredinom 13. stoljeća u vrijeme kneza Stjepana. Za njegovih sinova Hrvatina i Grgura nastavljeno je širenje obiteljskih posjeda. Tako je Grgur Stjepanić dobio od bosanskog bana Stjepana Kotromanića (1322. – 1353.) darovnicom (nakon 1323.) pet sela za »vjernu službu«. Nakon Hrvatinove smrti baštinu su podijelili sinovi Vukoslav († prije 1343.), Pavao i Vukac († iza 1378.). Vukoslav je pristupio bosanskom banu Stjepanu II. Kotromaniću, koji mu je između 1326. i 1329. godine darovao župe Banicu s gradom Ključem i Vrbanju s gradom Kotorom. Hrvatinići su u kasnijem razdoblju širili stečevinu obitelji na područje župa Plive, Zemljanika, Vrbanje i Mrina te Luke, Glaža, Vrbasa, Sane i Dubice.
Širenje posjeda nastavili su i Vukoslavovi sinovi Vuk i Pavao, kojima je potvrđen posjed mnogih sela u župi Banjici 1331., te Vlatko, s potvrdom posjeda (1353. – 1354.) grada Ključa, okolnih sela te sela u župama Zemljaniku i Vrbanji. Prigodom vojnog pohoda kralja Ludovika I. na Bosnu 1363., Vlatko se odmetnuo od bana Tvrtka. Pritom je predao grad Ključ Ludoviku, a u zamjenu je dobio posjede u Slavoniji (Brštanovac i Kutinu), kamo se i povukao s ugarskom vojskom.
Drugi Hrvatinov sin, knez Pavao Hrvatinić, u ispravi iz 1323. godine spominje se kao gospodar »svemu Zemljaniku«, a 1332. spominje se kao jedan od svjedoka. Njegovi sinovi Grgur i Vladislav, u doba zategnutih odnosa između Bosne i Ugarske odmetnuli su se od bana Tvrtka i prišli Ludoviku. On ih je 1357. godine izuzeo ispod vlasti bosanskog bana i uzeo pod svoju zaštitu.

### Vrhunac moći i početak pada
Uspon obitelji nastavio se u vrijeme vojvode Vukca Hrvatinića († iza 1378.), koji se u izvorima spominje od 1357. godine, koji je bio vjerni vazal Kotromanića te je kao takav sudjelovao u odbijanju Ludovikova napada na Bosnu 1363. godine. Zato mu je ban Tvrtko darovao 1366. godine cijelu župu Plivu s gradom Sokolom, zato što ga je Vukac obranio od kraljeve vojske. Pritom su mu vjerojatno pripali i posjedi Vlatka Vukoslavića. Zbog svojih je zasluga dobio i naslov vojvode. Umro je prije 1380. godine. Njegovi sinovi, od kojih se osobito istaknuo vojvoda Hrvoje Vukčić i njegova braća Vuk, Dragiša i Vojislav sudjelovali su u dinastičkim borbama između Sigismunda Luksemburgovca i Ladislava Napuljskoga na prijelazu stoljeća. Tako je Dragiši Vukčiću kao svojemu pristaši Ladislav Napuljski darovao neke posjede u župi Sani.
Godine 1393. imenovao je Ladislav Napuljski vojvodu Hrvoja namjesnikom u Hrvatskoj i Dalmaciji, a uskoro je postao toliko moćan da je 1398. godine ustoličio Stjepan Ostoja za novog kralja u Bosni. Godine 1401. Ladislav Napuljski ga je imenovao namjesnikom u Ugarskoj, Hrvatskoj i Dalmaciji. Dvije godine kasnije, Ladislav je 1403. godine postavio Hrvoja za namjesnika Ugarske, Dalmacije, Hrvatske i Bosne, imenovao ga splitskim hercegom i predao mu u vlasništvo otoke Brač, Hvar i Korčulu. Hrvoje Vukčić je ostao privržen kralju Ladislavu Napuljskom sve do 1408. godine kada je vojska kralja Žigmunda nanijela težak poraz bosanskoj vojsci u bitci kod Dobora i pogubio preko stotinu bosanskih velikaša. Nakon toga je Hrvoje promijenio stranu i pristao uz Žigmunda zadržavši sva svoja imanja i naslove. Kada je na vlast u Bosni opet došao kralj Stjepan Ostoja, Hrvoje je izgubio grad Omiš s Primorjem do Žrnovnice, koji je kralj predao Radivojevićima. Godine 1413. Splićani su se pobunili protiv njegove vlasti pa je ostao bez splitskog herceštva. Iste godine izgubio je i župu Sanu koju je kralj predao knezovima Blagajskim, dok je otoke Brač, Hvar i Korčulu predao Dubrovčanima. Naposljetku ga je kralj Žigmund proglasio veleizdajnikom i neprijateljem, nakon čega se Hrvoje morao povućiu Donje krajeve. Pokušao je naći potporu kod Mlečana, ali kada nije uspio, okrenuo se Osmanlijama koje je pozvao u Bosnu da mu pomognu. Osmanska vojska je provalila 1414. godine u Bosnu, a nakon što je 1415. godine teško porazila ugarsku vojsku u Lašvi, Hrvoje je uspostavio neograničenu vlast u zapadnoj Bosni, dok je istočni dio zemlje pao pod turski utjecaj.

### Propast obitelji Hrvatinić
Vojvodu Hrvoja je naslijedio sin Balša Hercegović, koji je bio slab vladar. Vodstvo u obitelji je preuzeo Ivaniš Dragišić, sin kneza Dragiše Vukčića. Ivaniševi sinovi Pavao, Marko i Juraj se spominju 1446. godine, kada im je bosanki kralj Stjepan Tomaš darovao grad Ključ, varoš pod Ključem i druge posjede. Vojislav Vukčić spominje se rjeđe u izvorima, dok se njegov sin Juraj Vojsalić navodi kao moćan velmoža. Isprva se, u ispravama iz 1419. i 1420. godine, spominje kao knez, a potom 1421. godine i kao vojvoda. Kao namjesnik kralja Tvrtka II., koji se nalazio u Ugarskoj, izdao je 1434. u Kreševu povelju braći Jurjevićima, pri čemu se naziva »voevoda Juraj, milostju božiom voevoda Dolnih Krai«. U to je vrijeme držao veći dio nekadašnjih Hrvojevih posjeda i vlasti. Sa svojim sinovima Petrom i Jurjem priklonio se politici Rimske kurije. Godine 1437. tražio je i dobio odobrenje u Rimu da može podignuti franjevački samostan. Petar (Vojsalić) spominje se kao vojvoda bosanski (1445. i 1446.) i kao vojvoda Donjih kraja do 1452. godine. Bio je papin saveznik u akciji protiv heretika koja se sve više i više zaoštravala u Bosni nakon 1445. godine. Bio je i saveznik Dubrovčana za rata s hercegom Stjepanom Vukčićem Kosačom. Oni su ga, 1452. godine također zamolili da posreduje kod kralja za pomoć u borbi protiv hercega. U ispravi iz 1452. spominje se, međutim, papin legat kao posrednik u izmirenju između vojvode i kralja. Posljednji spomen Petra Vojsalića potječe iz 1454. godine. Kao posljednji potomak te obitelji u dubrovačkim se dokumentima 1476. godine navodi Matija Vojsalić, koji je bio drugi i posljednji osmanski bosanski kralj.

## Poznati pripadnici
- Vukoslavić
- Pavlovići (bosanska vlastela)
- Vukac Hrvatinić
- Hrvoje Vukčić Hrvatinić
- Vuk Vukčić
- Juraj Vojsalić
- Petar Vojsalić
- Hrvatin Stjepanić
- Vukoslav Hrvatinić
- Vlatko Vukoslavić